# Jodis xynia
Jodis xynia là một loài bướm đêm trong họ Geometridae.